# Seuilly
Seuilly és un municipi francès, situat al departament de l'Indre i Loira i a la regió de Centre – Vall del Loira. L'any 2007 tenia 375 habitants.

## Demografia

### Població
El 2007 la població de fet de Seuilly era de 375 persones. Hi havia 161 famílies, de les quals 63 eren unipersonals (28 homes vivint sols i 35 dones vivint soles), 43 parelles sense fills, 43 parelles amb fills i 12 famílies monoparentals amb fills.
La població ha evolucionat segons el següent gràfic:
Habitants censats

### Habitatges
El 2007 hi havia 205 habitatges, 162 eren l'habitatge principal de la família, 32 eren segones residències i 11 estaven desocupats. 158 eren cases i 21 eren apartaments. Dels 162 habitatges principals, 88 estaven ocupats pels seus propietaris, 69 estaven llogats i ocupats pels llogaters i 5 estaven cedits a títol gratuït; 21 tenien una cambra, 23 en tenien dues, 21 en tenien tres, 48 en tenien quatre i 49 en tenien cinc o més. 113 habitatges disposaven pel capbaix d'una plaça de pàrquing. A 53 habitatges hi havia un automòbil i a 69 n'hi havia dos o més.

### Piràmide de població
La piràmide de població per edats i sexe el 2009 era:
| Homes | Edats   | Dones |
| ----- | ------- | ----- |
| 0     | 95 o +  | 4     |
| 4     | 90 a 94 | 8     |
| 4     | 85 a 89 | 8     |
| 4     | 80 a 84 | 0     |
| 8     | 75 a 79 | 16    |
| 8     | 70 a 74 | 8     |
| 8     | 65 a 69 | 4     |
| 12    | 60 a 64 | 8     |
| 0     | 55 a 59 | 4     |
| 4     | 50 a 54 | 8     |
| 4     | 45 a 49 | 8     |
| 12    | 40 a 44 | 20    |
| 20    | 35 a 39 | 4     |
| 12    | 30 a 34 | 16    |
| 16    | 25 a 29 | 16    |
| 0     | 20 a 24 | 12    |
| 4     | 15 a 19 | 12    |
| 28    | 10 a 14 | 12    |
| 16    | 5 a 9   | 20    |
| 20    | 0 a 4   | 16    |

## Economia
El 2007 la població en edat de treballar era de 232 persones, 151 eren actives i 81 eren inactives. De les 151 persones actives 131 estaven ocupades (66 homes i 65 dones) i 20 estaven aturades (9 homes i 11 dones). De les 81 persones inactives 20 estaven jubilades, 38 estaven estudiant i 23 estaven classificades com a «altres inactius».

### Ingressos
El 2009 a Seuilly hi havia 155 unitats fiscals que integraven 368 persones, la mediana anual d'ingressos fiscals per persona era de 15.241 €.

### Activitats econòmiques
Dels 3 establiments que hi havia el 2007, 1 era d'una empresa de comerç i reparació d'automòbils, 1 d'una entitat de l'administració pública i 1 d'una empresa classificada com a «altres activitats de serveis».
Dels 2 establiments comercials que hi havia el 2009, 1 era una botiga de més de 120 m² i 1 una botiga de mobles.
L'any 2000 a Seuilly hi havia 21 explotacions agrícoles que ocupaven un total de 781 hectàrees.

## Equipaments sanitaris i escolars
El 2009 hi havia una escola elemental integrada dins d'un grup escolar amb les comunes properes formant una escola dispersa.

## Poblacions més properes
El següent diagrama mostra les poblacions més properes.